# Le Roman d'un jeune homme pauvre (film, 1942)
Pour les articles homonymes, voir Le Roman d'un jeune homme pauvre.
Pour plus de détails, voir Fiche technique et Distribution.
Le Roman d'un jeune homme pauvre (Romanzo di un giovane povero) est un film italien réalisé par Guido Brignone, sorti en 1942, d'après le roman d'Octave Feuillet.

## Synopsis
En 1858, loin de chez lui, le jeune vicomte Maxime de Villeneuve est informé de la mort de son père. Rentré à Turin, le notaire Laubépin l'informe que son père, à la suite d'opérations financières malencontreuses, a dilapidé le patrimoine de la famille. À présent orphelin et sans biens, Maxime va informer sa petit sœur, au collège, de la situation. Puis il met de côté son titre et accepte le travail que le notaire lui a procuré comme administrateur auprès d'une riche famille bourgeoise.
Rapidement, grâce à sa correction et à ses manières distinguées, le jeune homme réussit à conquérir la pleine confiance de ses employeurs. Seule la cadette, Marguerite, le tient de haut et l'évite ; bien qu'il sait ne pas avoir d'espoirs, Maxime en tombe amoureux.
Vient alors le coup de théâtre : avant de mourir, le chef de famille confesse que sa richesse est due à une malhonnêteté aux dépens des parents du jeune homme. Pour réparer ses torts, dans le testament il restitue au vicomte tous les biens qui devaient lui revenir. Maxime se retrouve donc riche tandis que la jeune femme méprisante est devenue pauvre. Oubliant tout cela, le jeune homme lui offre son vrai amour et son patrimoine.

## Fiche technique
- Titre original : Romanzo di un giovane povero
- Titre français : Le Roman d'un jeune homme pauvre
- Réalisation : Guido Brignone
- Scénario : Alberto Casella et Tomaso Smith d'après Le Roman d'un jeune homme pauvre d'Octave Feuillet
- Photographie : Tino Santoni
- Pays d'origine : Royaume d'Italie
- Genre : drame
- Date de sortie : 1942

## Distribution
- Amedeo Nazzari : Maxime Doriot
- Caterina Boratto : Marguerite
- Ermete Zacconi : Auguste Laroche
- Paolo Stoppa : Bellavan d'Ormée
- Tina Lattanzi : Élisabeth
- Olga Vittoria Gentilli : Madame Claire
- Ernesto Sabbatini : Laubépin
- Armando Migliari
- Emilio Petacci